# Ladies of the Chorus
Ladies of the Chorus is een Amerikaanse muziekfilm uit 1948 onder regie van Phil Karlson.

## Verhaal
Peggy en haar moeder Mae zijn allebei revuedanseressen. Als Peggy een relatie krijgt met Randy, keurt haar moeder dat niet goed. Ze heeft niets tegen hun relatie, maar is niet blij met zijn afkomst. Hij is namelijk erg rijk en zij is bang dat Peggy gekwetst zal worden, wanneer zijn familie haar afwijst. Randy wil het tegendeel bewijzen, maar Mae blijft koppig.

## Rolverdeling
| Acteur         | Personage     |
| -------------- | ------------- |
| Adele Jergens  | Mae Martin    |
| Marilyn Monroe | Peggy Martin  |
| Rand Brooks    | Randy Carroll |
| Nana Bryant    | Adele Carroll |
| Eddie Garr     | Billy Mackay  |
| Steven Geray   | Salisbury     |

## Filmmuziek
1. Every Baby Needs a Da Da Daddy
2. I'm So Crazy for You
3. The Ladies of the Chorus
4. You're Never Too Old